# ویندل
ویندل (به فرانسوی: Wendel) شرکت سرمایه‌گذاری فرانسوی است، که در در سال ۱۷۰۴ تأسیس شد. بزرگترین سهام‌دار این شرکت، کماکان خانواده ویندل می‌باشند و سکان رهبری آن، در دست فرانسیس دی ویندل قرار دارد.
شرکت لوگران ۵٫۸٪ درصد و شرکت سن-گوبن ۱۷٫۱٪ درصد از سهام ویندل را در اختیار دارند. دفتر مرکزی این شرکت در شهر پاریس، قرار دارد و سهام آن در بازار بورس یورونکست پاریس معامله می‌شود.